# بيتر أبوت (ضابط بحري)
بيتر أبوت (بالإنجليزية: Peter Abbott)‏ هو ضابط بحري بريطاني، ولد في 12 فبراير 1942، وتوفي في 28 سبتمبر 2015 بسبب سرطان.